# Starod
Starod je naselje u slovenskoj Općini Ilirskoj Bistrici. Starod se nalazi u pokrajini Notranjskoj i statističkoj regiji Notranjsko-kraškoj. 

## Stanovništvo
Prema popisu stanovništva iz 2002. godine naselje je imalo 49 stanovnika.